# Josef Wodka
Josef Wodka (* 13. Juni 1908 in St. Pölten; † 17. April 1970 in Heiligenkreuz) war ein römisch-katholischer Theologe und Kirchenhistoriker.

## Leben
Der Sohn eines Schneidermeisters besuchte das Gymnasium in St. Pölten. Nach der Matura im Jahr 1926 wurde er ins Priesterseminar Germanikum aufgenommen und studierte bis 1934 an der Päpstlichen Universität Gregoriana. Nach der Promotion 1932 zum Dr. phil. und 1936 zum Dr. theol. war er 1940 bis 1942 Diözesanarchivar in St. Pölten, von 1946 bis 1955 Religionslehrer an Gymnasien in St. Pölten. Seit 1955 war er Professor für Kirchengeschichte und Patrologie an der Diözesanlehranstalt St. Pölten (1961/1962 und 1968/1969 Dekan). Seit 1946 war er Privatdozent für Kirchengeschichte unter besonderer Berücksichtigung der kirchlichen Verfassungsgeschichte an der Katholisch-Theologischen Fakultät der Universität Wien. Er ist im Stift Heiligenkreuz gestorben, wo er sich zur Rekonvaleszenz aufhielt.

## Schriften (Auswahl)
- Zur Entstehungsgeschichte eines Kardinalprotektorates der Länder an der römischen Kurie. Innsbruck 1937, OCLC 681086710.
- Zur Geschichte der nationalen Protektorate der Kardinäle an der römischen Kurie. Innsbruck 1938, OCLC 500517006.
- Bistum St. Pölten. Abriss der Diözesangeschichte. St. Pölten 1950, OCLC 162912136.
- Kirche in Österreich. Wegweiser durch ihre Geschichte. Wien 1959, OCLC 912213982.